# Weiher (Obertaufkirchen)
Weiher ist ein Ortsteil in der Gemeinde Obertaufkirchen im oberbayerischen Landkreis Mühldorf am Inn.

## Lage
Das Gut Weiher, eine Einöde, liegt zwischen dem Annabrunner Bach und dem Kagenbach knapp vier Kilometer südlich der Autobahnausfahrt 16 (Schwindegg) der Bundesautobahn A 94. Die nächstgelegenen größeren Städte sind im Osten die Kreisstadt Mühldorf am Inn (24 km), im Westnordwesten Dorfen (15 km), im Nordnordwesten Landshut (49 km) sowie im Westsüdwesten die Landeshauptstadt München (61 km).

## Geschichte
Im Mittelalter nannte sich das dort ansässige Adelsgeschlecht der Edlen von Weihern (Wiare) nach dem Ort. Um 1135 traten Heinricus Wiare und Chunradus de Wiaren als Zeugen auf, jedoch erlosch das Geschlecht schon im 13. Jahrhundert. Südwestlich der Einöde Weiher war am Fuß eines bewaldeten Hügels um 1860 noch eine Vertiefung sichtbar, wo einst das Schloss oder die die Burgstätte der Edlen von Wiare gestanden haben soll.

Gut Weiher